# Liste des titres musicaux numéro un en France en 1988
Cette page liste les singles et albums classés numéro un des ventes de disques en France par le Syndicat national de l'édition phonographique pour l'année 1988.
Le classement des singles (Top 50) est hebdomadaire, celui des albums (Top 30) est bimensuel.

## Classement des singles
| Semaine | Sortie       | Artiste                | Titre                                           | Certification |
| ------- | ------------ | ---------------------- | ----------------------------------------------- | ------------- |
| 1       | 2 janvier    | Guesch Patti           | Étienne                                         | Or            |
| 2       | 9 janvier    | Guesch Patti           | Étienne                                         | Or            |
| 3       | 16 janvier   | Guesch Patti           | Étienne                                         | Or            |
| 4       | 23 janvier   | Guesch Patti           | Étienne                                         | Or            |
| 5       | 30 janvier   | Guesch Patti           | Étienne                                         | Or            |
| 6       | 6 février    | Sabrina                | Boys (Summertime Love)                          | Or            |
| 7       | 13 février   | Sabrina                | Boys (Summertime Love)                          | Or            |
| 8       | 20 février   | Sabrina                | Boys (Summertime Love)                          | Or            |
| 9       | 27 février   | Sabrina                | Boys (Summertime Love)                          | Or            |
| 10      | 5 mars       | Sabrina                | Boys (Summertime Love)                          | Or            |
| 11      | 12 mars      | Glenn Medeiros         | Nothing's Gonna Change My Love for You          | Or            |
| 12      | 19 mars      | Glenn Medeiros         | Nothing's Gonna Change My Love for You          | Or            |
| 13      | 26 mars      | Glenn Medeiros         | Nothing's Gonna Change My Love for You          | Or            |
| 14      | 2 avril      | Glenn Medeiros         | Nothing's Gonna Change My Love for You          | Or            |
| 15      | 9 avril      | Glenn Medeiros         | Nothing's Gonna Change My Love for You          | Or            |
| 16      | 16 avril     | Glenn Medeiros         | Nothing's Gonna Change My Love for You          | Or            |
| 17      | 23 avril     | Glenn Medeiros         | Nothing's Gonna Change My Love for You          | Or            |
| 18      | 30 avril     | Glenn Medeiros         | Nothing's Gonna Change My Love for You          | Or            |
| 19      | 7 mai        | Florent Pagny          | N'importe quoi                                  | Or            |
| 20      | 14 mai       | Florent Pagny          | N'importe quoi                                  | Or            |
| 21      | 21 mai       | Florent Pagny          | N'importe quoi                                  | Or            |
| 22      | 28 mai       | Florent Pagny          | N'importe quoi                                  | Or            |
| 23      | 4 juin       | Florent Pagny          | N'importe quoi                                  | Or            |
| 24      | 11 juin      | Florent Pagny          | N'importe quoi                                  | Or            |
| 25      | 18 juin      | Florent Pagny          | N'importe quoi                                  | Or            |
| 26      | 25 juin      | Florent Pagny          | N'importe quoi                                  | Or            |
| 27      | 2 juillet    | Sandy Stevens          | J'ai faim de toi                                | Or            |
| 28      | 9 juillet    | Sandy Stevens          | J'ai faim de toi                                | Or            |
| 29      | 16 juillet   | Début de Soirée        | Nuit de folie                                   | Platine       |
| 30      | 23 juillet   | Début de Soirée        | Nuit de folie                                   | Platine       |
| 31      | 30 juillet   | Début de Soirée        | Nuit de folie                                   | Platine       |
| 32      | 6 août       | Début de Soirée        | Nuit de folie                                   | Platine       |
| 33      | 13 août      | Début de Soirée        | Nuit de folie                                   | Platine       |
| 34      | 20 août      | Début de Soirée        | Nuit de folie                                   | Platine       |
| 35      | 27 août      | Début de Soirée        | Nuit de folie                                   | Platine       |
| 36      | 3 septembre  | Début de Soirée        | Nuit de folie                                   | Platine       |
| 37      | 10 septembre | Début de Soirée        | Nuit de folie                                   | Platine       |
| 38      | 17 septembre | Glenn Medeiros et Elsa | Un Roman d'amitié (Friend you give me a reason) | Or            |
| 39      | 24 septembre | Glenn Medeiros et Elsa | Un Roman d'amitié (Friend you give me a reason) | Or            |
| 40      | 1er octobre  | Glenn Medeiros et Elsa | Un Roman d'amitié (Friend you give me a reason) | Or            |
| 41      | 8 octobre    | Glenn Medeiros et Elsa | Un Roman d'amitié (Friend you give me a reason) | Or            |
| 42      | 15 octobre   | Glenn Medeiros et Elsa | Un Roman d'amitié (Friend you give me a reason) | Or            |
| 43      | 22 octobre   | Glenn Medeiros et Elsa | Un Roman d'amitié (Friend you give me a reason) | Or            |
| 44      | 29 octobre   | Paco                   | Amor de mis amores                              | Or            |
| 45      | 5 novembre   | Paco                   | Amor de mis amores                              | Or            |
| 46      | 12 novembre  | Paco                   | Amor de mis amores                              | Or            |
| 47      | 19 novembre  | Paco                   | Amor de mis amores                              | Or            |
| 48      | 26 novembre  | Paco                   | Amor de mis amores                              | Or            |
| 49      | 3 décembre   | Mylène Farmer          | Pourvu qu'elles soient douces                   | Or            |
| 50      | 10 décembre  | Mylène Farmer          | Pourvu qu'elles soient douces                   | Or            |
| 51      | 17 décembre  | Mylène Farmer          | Pourvu qu'elles soient douces                   | Or            |
| 52      | 24 décembre  | Mylène Farmer          | Pourvu qu'elles soient douces                   | Or            |
| 53      | 31 décembre  | Mylène Farmer          | Pourvu qu'elles soient douces                   | Or            |

## Classement des albums
| Semaines | Sortie        | Artiste               | Titre                                   |
| -------- | ------------- | --------------------- | --------------------------------------- |
| 1 2      | 7 janvier     | Jean-Jacques Goldman  | Entre gris clair et gris foncé          |
| 3 4      | 21 janvier    | Jean-Jacques Goldman  | Entre gris clair et gris foncé          |
| 5 6      | 4 février     | Jean-Jacques Goldman  | Entre gris clair et gris foncé          |
| 7 8      | 18 février    | Jean-Jacques Goldman  | Entre gris clair et gris foncé          |
| 9 10     | 3 mars        | Johnny Hallyday       | Johnny à Bercy                          |
| 11 12    | 17 mars       | Johnny Hallyday       | Johnny à Bercy                          |
| 13 14    | 31 mars       | Johnny Clegg & Savuka | Third World Child                       |
| 15 16    | 14 avril      | Renaud                | Putain de camion                        |
| 17 18    | 28 avril      | Johnny Clegg & Savuka | Third World Child                       |
| 19 20    | 12 mai        | Johnny Clegg & Savuka | Third World Child                       |
| 21 22    | 26 mai        | Johnny Clegg & Savuka | Third World Child                       |
| 23 24    | 9 juin        | Johnny Clegg & Savuka | Third World Child                       |
| 25 26    | 23 juin       | Johnny Clegg & Savuka | Third World Child                       |
| 27 28    | 9 juillet     | Johnny Clegg & Savuka | Third World Child                       |
| 29 30    | 21 juillet    | Johnny Clegg & Savuka | Shadow Man                              |
| 31 32    | 4 août        | Éric Serra            | Le Grand Bleu (Bande originale du film) |
| 33 34    | 18 août       | Éric Serra            | Le Grand Bleu (Bande originale du film) |
| 35 36    | 1er septembre | Éric Serra            | Le Grand Bleu (Bande originale du film) |
| 37 38    | 15 septembre  | Éric Serra            | Le Grand Bleu (Bande originale du film) |
| 39 40    | 29 septembre  | Jacques Brel          | Quinze ans d'amour                      |
| 41 42    | 13 octobre    | Jacques Brel          | Quinze ans d'amour                      |
| 43 44    | 27 octobre    | Jacques Brel          | Quinze ans d'amour                      |
| 45 46    | 9 novembre    | Jacques Brel          | Quinze ans d'amour                      |
| 47 48    | 24 novembre   | Dire Straits          | Money for Nothing                       |
| 49 50    | 8 décembre    | Mylène Farmer         | Ainsi soit je...                        |
| 51 52    | 22 décembre   | Dire Straits          | Money for Nothing                       |